# Norsgade
Norsgade i Aarhus er opkaldt i 1875 efter kancelliråd Otto Henrik Nors, prokurator, bankdirektør og medlem af Aarhus Byråd.
Gaden blev anlagt i 1874.